# Balanciertes Produkt
Das balancierte Produkt ist im mathematischen Teilgebiet der Algebraischen Topologie ein Produkt für G-Räume. Dieses berücksichtigt beim Produkt der zugrundeliegenden topologischen Räume zusätzlich die stetige Gruppenwirkung auf ihnen durch eine topologische Gruppe mit der Bildung eines Quotienten. Anwendung findet das balancierte Produkt bei der Konstruktion von Hauptfaserbündeln.

## Definition
Für eine topologische Gruppe {\displaystyle G}, einen {\displaystyle G}-Rechtsraum {\displaystyle X} und einen {\displaystyle G}-Linksraum {\displaystyle Y} ist:
{\displaystyle X\times _{G}Y:=(X\times Y)/\sim }
mit der Äquivalenzrelation {\displaystyle (xg,y)\sim (x,yg)} für alle {\displaystyle g\in G}, {\displaystyle x\in X} und {\displaystyle y\in Y} dessen balanciertes Produkt. Die Topologie auf diesem ergibt sich durch die Produkt- und Quotiententopologie.

## Eigenschaften
Sei {\displaystyle G} eine topologische Gruppe, {\displaystyle H<G} eine Untergruppe, {\displaystyle X} ein {\displaystyle G}-Rechtsraum und {\displaystyle Y} ein {\displaystyle G}-Linksraum.
- Es gilt {\displaystyle X\times _{G}\{*\}\cong X/G}.[1] Analog gilt {\displaystyle \{*\}\times _{G}Y\cong G\backslash Y}.
- Es gilt {\displaystyle X\times _{G}G\cong G}.[2] Analog gilt {\displaystyle G\times _{G}Y\cong Y}.
- Es gilt {\displaystyle X\times _{G}(G/H)\cong X/H}.[3] Analog gilt {\displaystyle (H\backslash G)\times _{G}Y\cong H\backslash Y}.

Seien {\displaystyle G} und {\displaystyle H} topologische Gruppen, {\displaystyle X} ein {\displaystyle G}-Rechtsraum, {\displaystyle Y} ein {\displaystyle (G,H)}-Raum und {\displaystyle Z} ein {\displaystyle G}-Linksraum.
- Das balancierte Produkt ist assoziativ. Es gilt {\displaystyle (X\times _{G}Y)\times _{H}Z\cong X\times _{G}(Y\times _{H}Z)}.[4]

## Anwendung
Für einen Körper {\displaystyle \mathbb {K} } wirkt eine Untergruppe {\displaystyle G<\operatorname {GL} _{n}\mathbb {K} } auf {\displaystyle \mathbb {K} ^{n}} von links durch Matrizenmultiplikation. Für ein {\displaystyle G}-Hauptfaserbündel {\displaystyle \pi \colon E\rightarrow B} (wobei {\displaystyle G} auf {\displaystyle E} von rechts wirkt und {\displaystyle \pi } unter dieser Wirkung invariant ist, also {\displaystyle \pi (eg)=\pi (e)} für alle {\displaystyle g\in G} und {\displaystyle e\in E}) lässt sich das balancierte Produkt {\displaystyle E\times _{G}\mathbb {K} ^{n}} bilden und die Abbildung {\displaystyle E\times _{G}\mathbb {K} ^{n}\rightarrow B,[(e,x)]\mapsto \pi (e)} ist wohldefiniert. Da {\displaystyle \mathbb {K} ^{n}} ein {\displaystyle \mathbb {K} }-Vektorraum ist, ist {\displaystyle E\times _{G}\mathbb {K} ^{n}} ein {\displaystyle \mathbb {K} }-Vektorbündel, welches das zum Hauptfaserbündel assoziierte Vektorbündel genannt wird. Allgemeiner kann mithilfe einer Darstellung auch eine beliebige topologische Gruppe verwendet werden.